# Fünfseenland

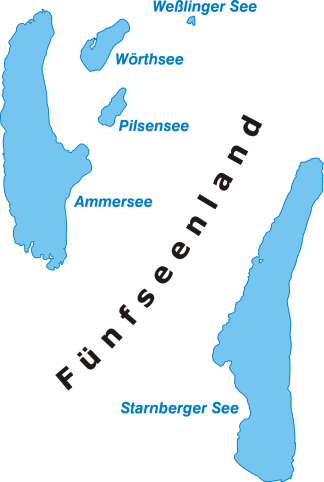
Harta țării de cinci lacuri

Țara celor cinci lacuri, în germană Fünfseenland, scris câteodată și Fünf-Seen-Land) ori denumită de asemenea Fünf-Seen-Platte este o regiune cu lacuri glaciare  de apă dulce (între ele cinci mari) în Bavaria superioară (Germania), situată în mediu 30 km la sud-vest de München.

## Geografie

Osterseen

Cele 5 lacuri principale, datorită cărora regiunea a fost denumită, sunt:
- Ammersee
- Pilsensee
- Starnberger See
- Wörthsee
- Weßlinger See

Printre lacurile mici sunt cunoscute în special cele numite Osterseen care sunt compuse din 20 de ape mai mari și 15 foarte mici. Numele nu provine de la cuvântul Ostern (Paște), ci cel din limba germană antică ōstan, ce înseamnă „estic” sau „aflându-se în est”. De asemenea este cunoscut Lacul Maising (Maisinger See).
Țara celor cinci Lacuri se află (cel puțin parțial) în: Districtul Bad Tölz-Wolfratshausen, Districtul Garmisch-Partenkirchen, Districtul München, Districtul Starnberg și  Districtul Weilheim-Schongau. 
Aceste lacuri sunt situate în cavouri glaciale, create de ghețarii din epoca de glaciație din Alpi. În prezent, păduri de conifere și foioase se alternează cu pășuni și terenuri arabile în regiunea morenelor între lacuri. Cu pârtiile sale uneori abrupte și diferențele de altitudine față de lacuri precum zona înconjurătoare de mai mult de 100 m până la 200 m și mai mult (lanțul muntos de până la 833 m Berndorfer Buchet, Muntele mănăstirii Andechs), precum și câteva tăieturi adânci, uneori stâncoase (Pähler Schlucht (defileul de la Pähl), Kiental, valea pârâului Kien pe lângă Herrsching am Ammersee sau valea Maisinger Schlucht). Acest relief contribuie parțial la efectul unui peisaj montan.
Zona se poată ajunge ușor peste autostrăzile A95, A952 sau A96, cu trenuri DB venind din districtele învecinate sau din Augsburg precum cu trenuri urbane rapide (S-Bahn) din direcția München.

## Activități recreative și cultură
- Pe lângă celor multe atracții turistice, zona este considerată o destinație de vacanță foarte populară, dar este, de asemenea, piață de desfacere pentru reuniuni și seminarii.[8]
- Multe concerte și expoziții în comunele apartenente, distribuite de-a lungul anului
- Începând cu anul 2007, festivalul de film Fünf-Seen-Filmfestival are loc anual, în iulie și august, evenimentele fiind împărțite pe șase locații din țara celor cinci lacuri.[9]

## Galerie de imagini

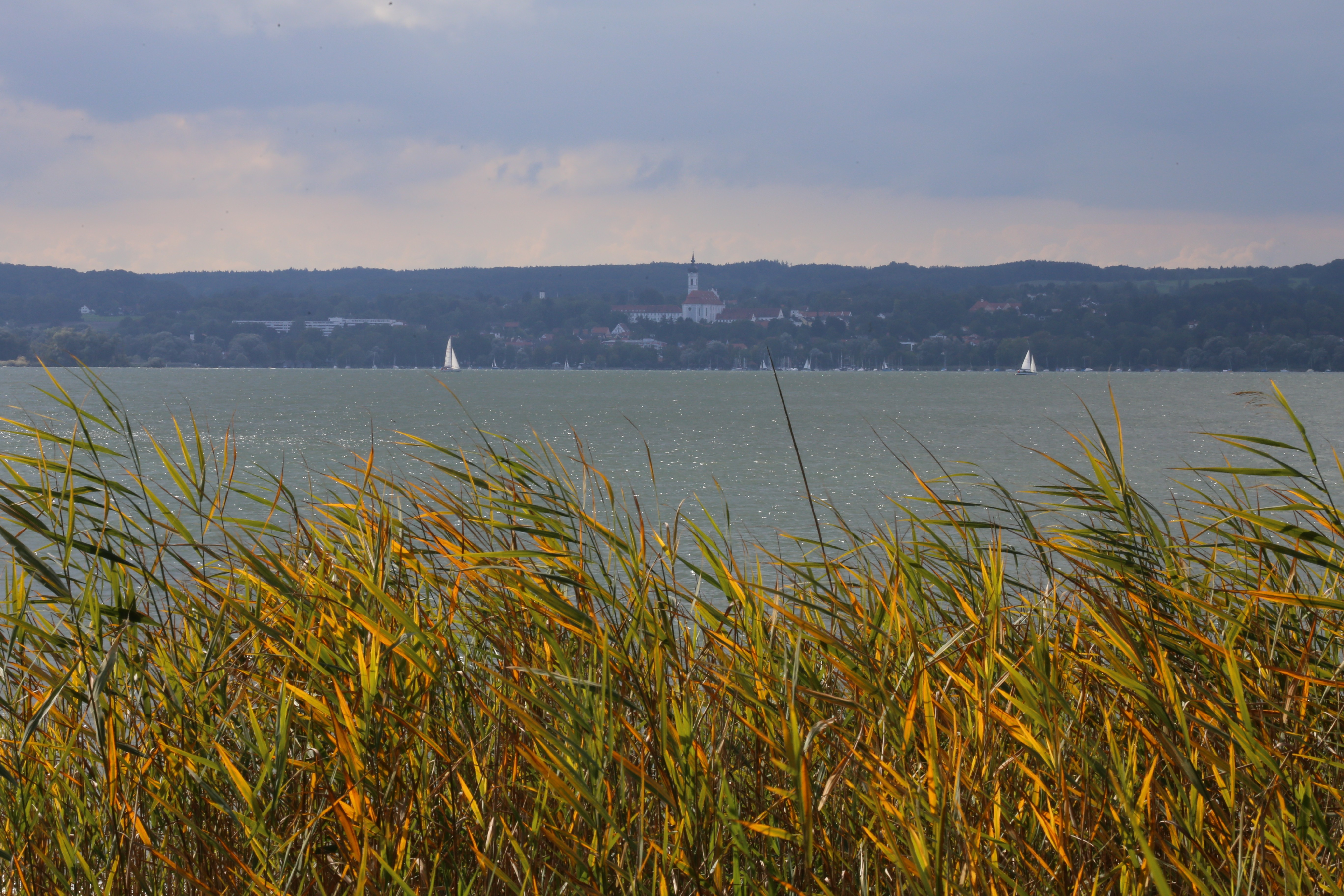
Ammersee
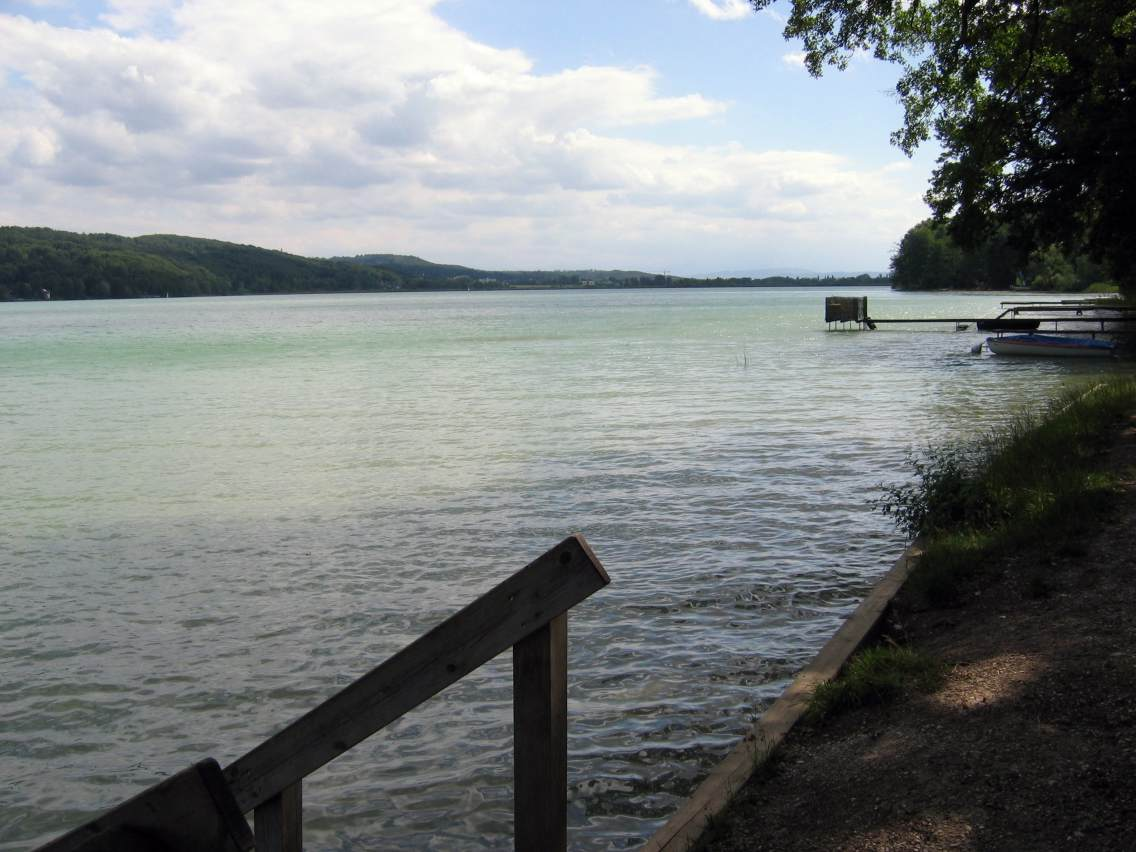
Pilsensee
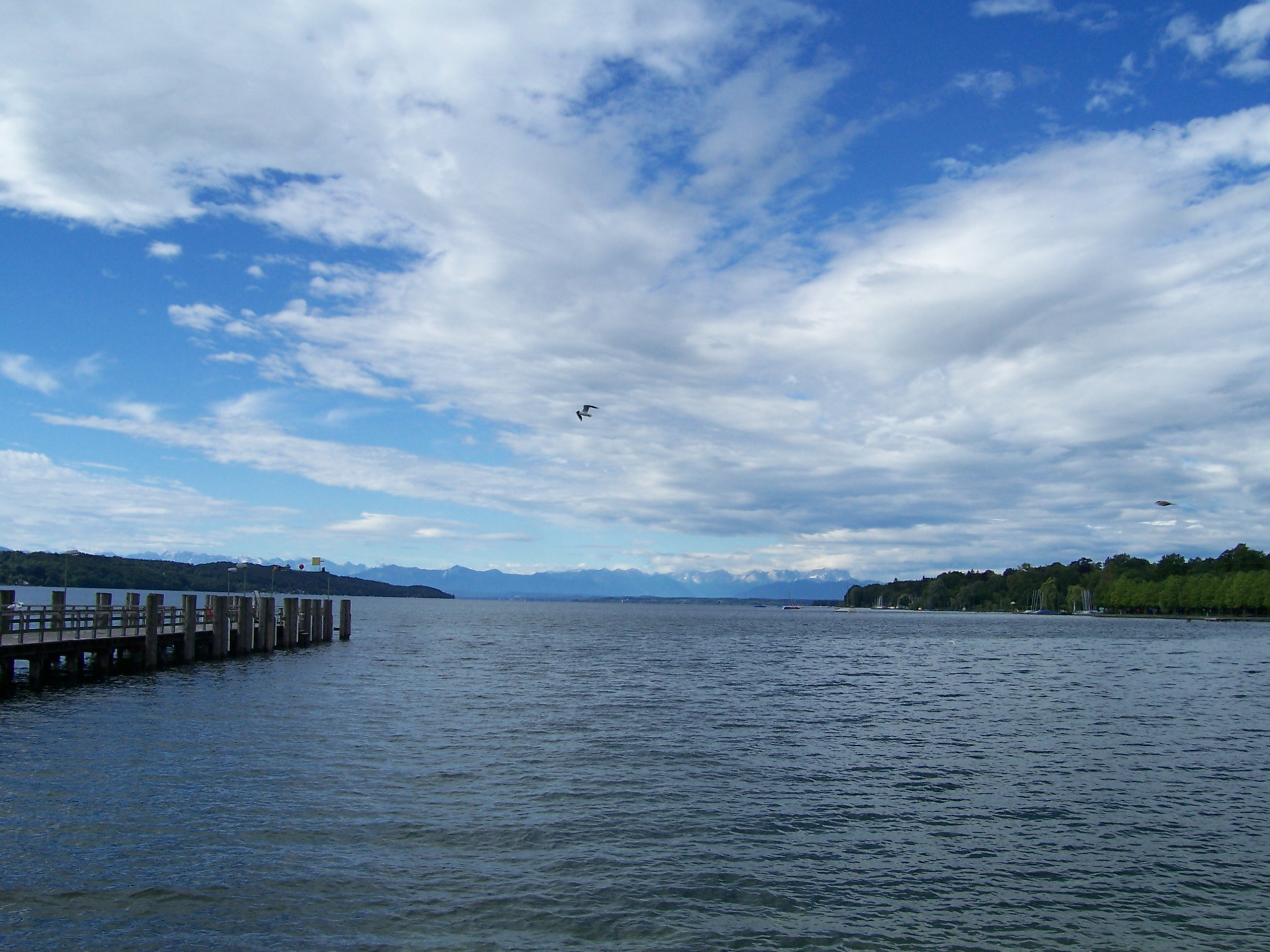
Starnberger See
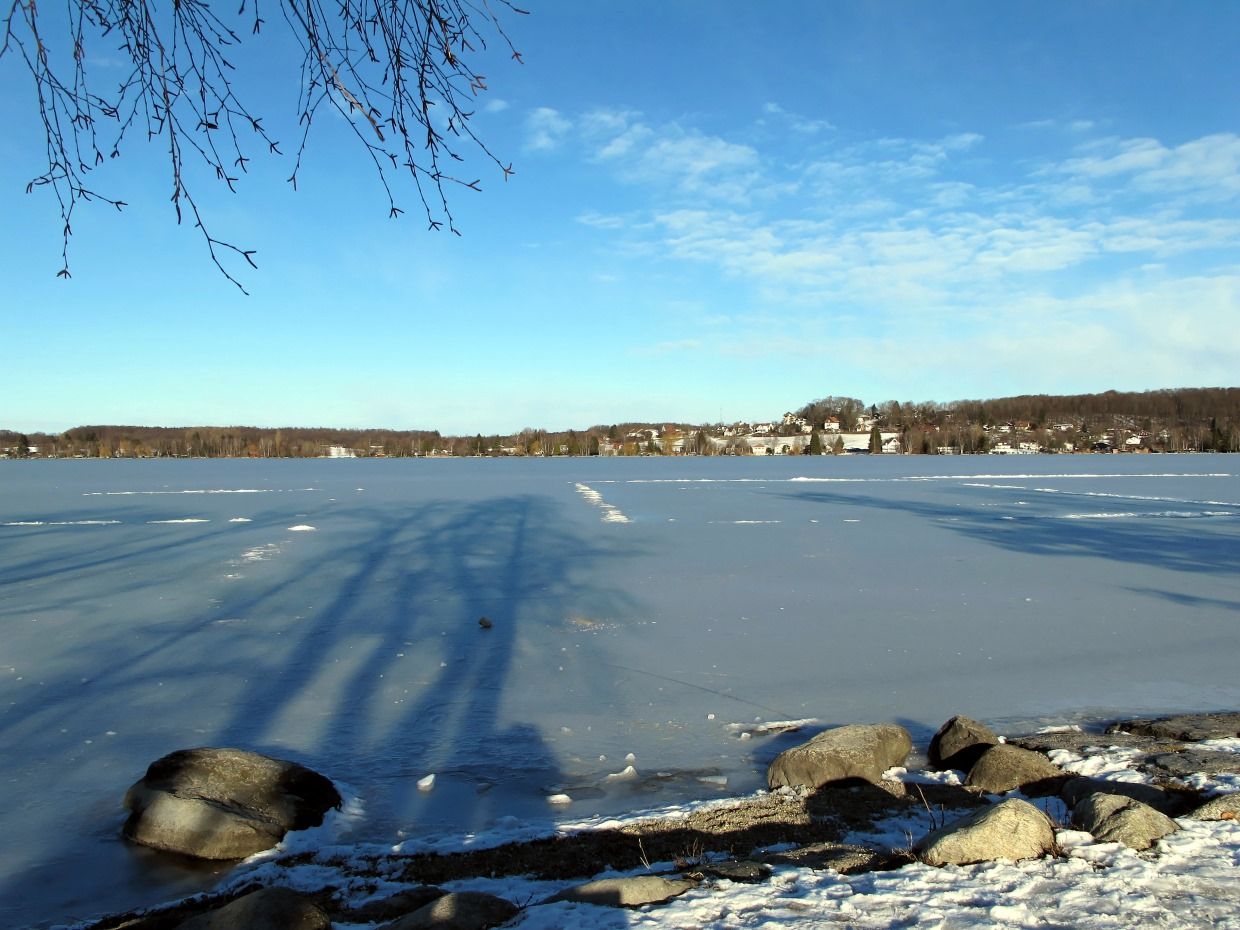
Wörthsee
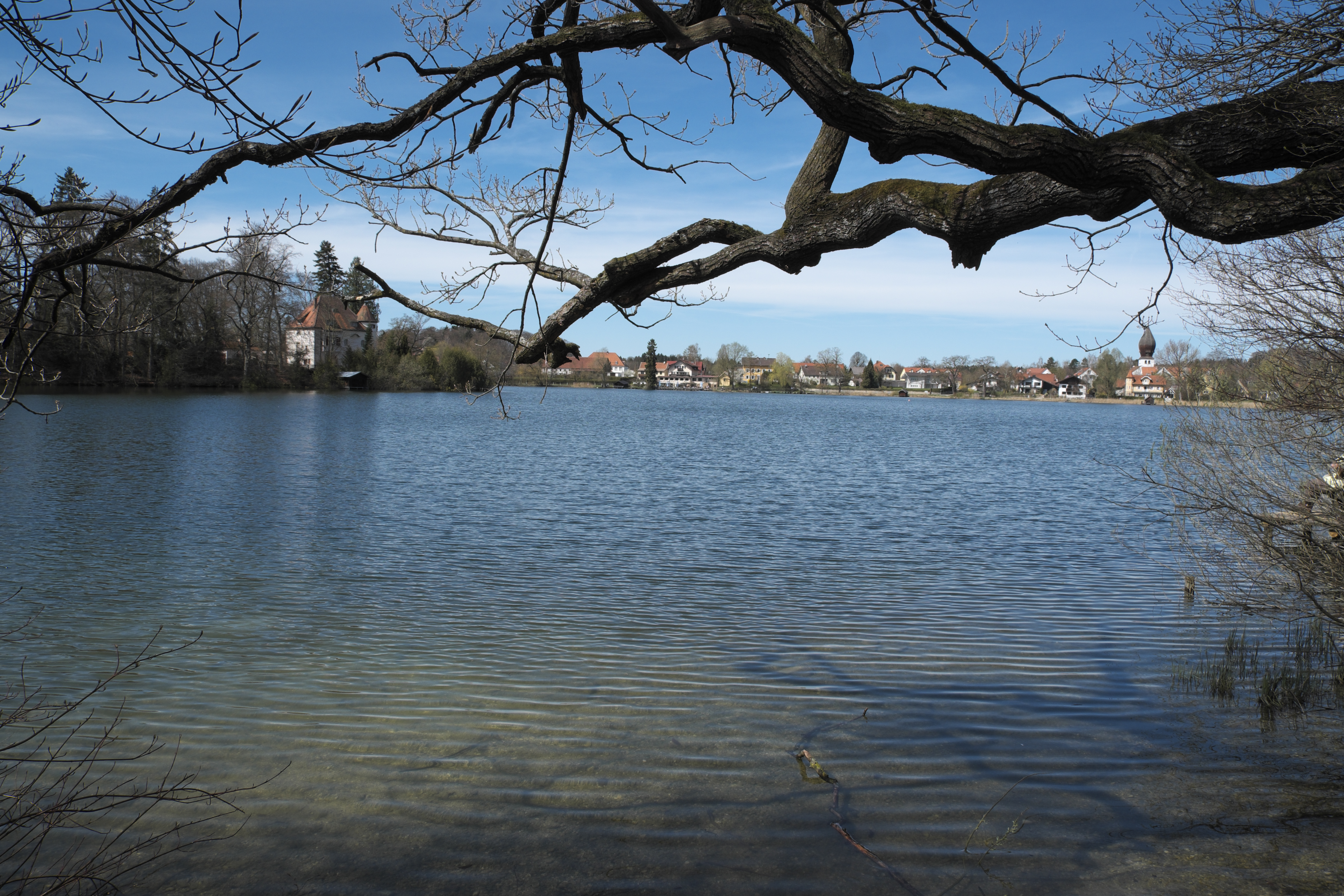
Weßlinger See
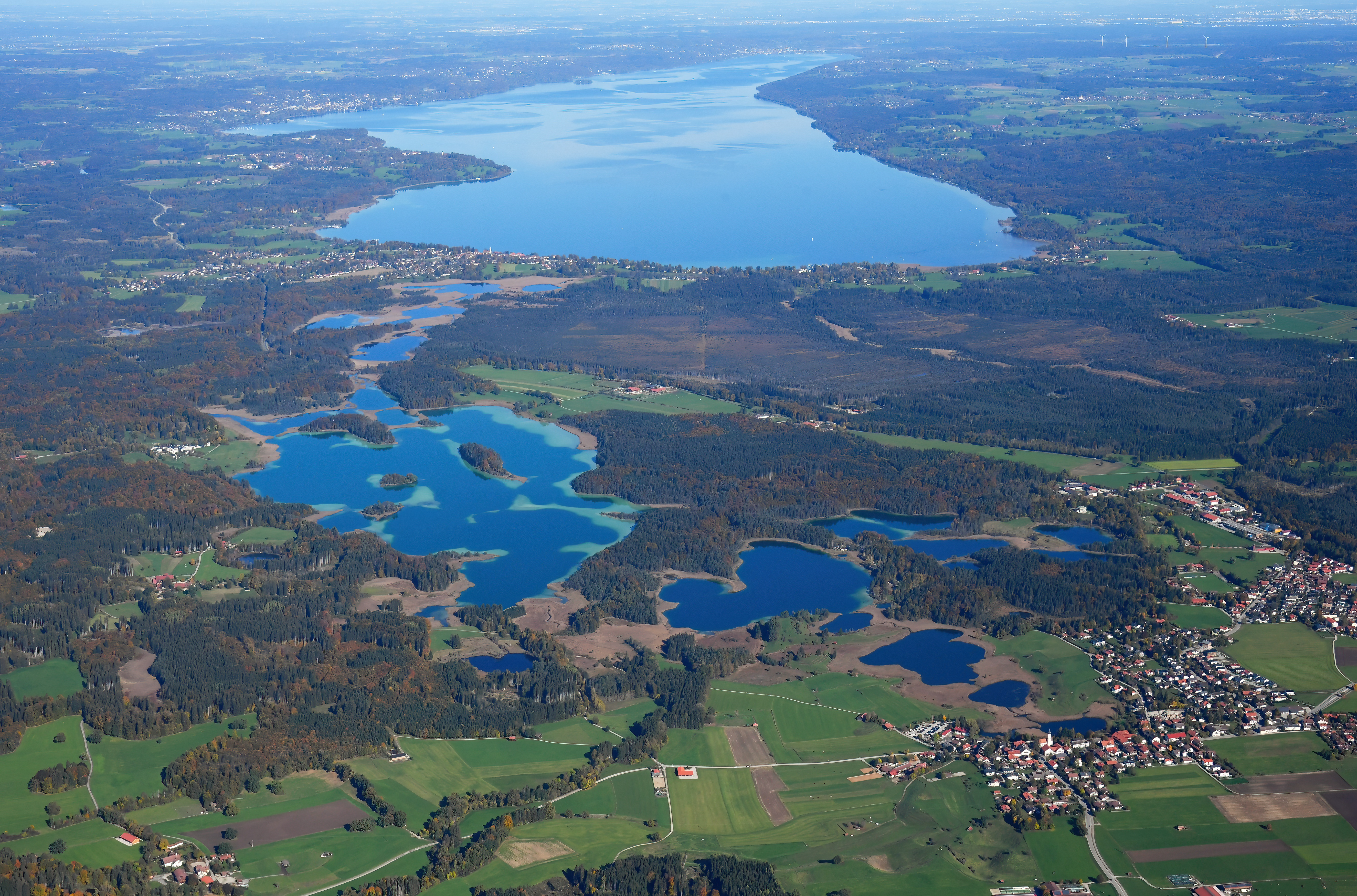
Lacurile Osterseen
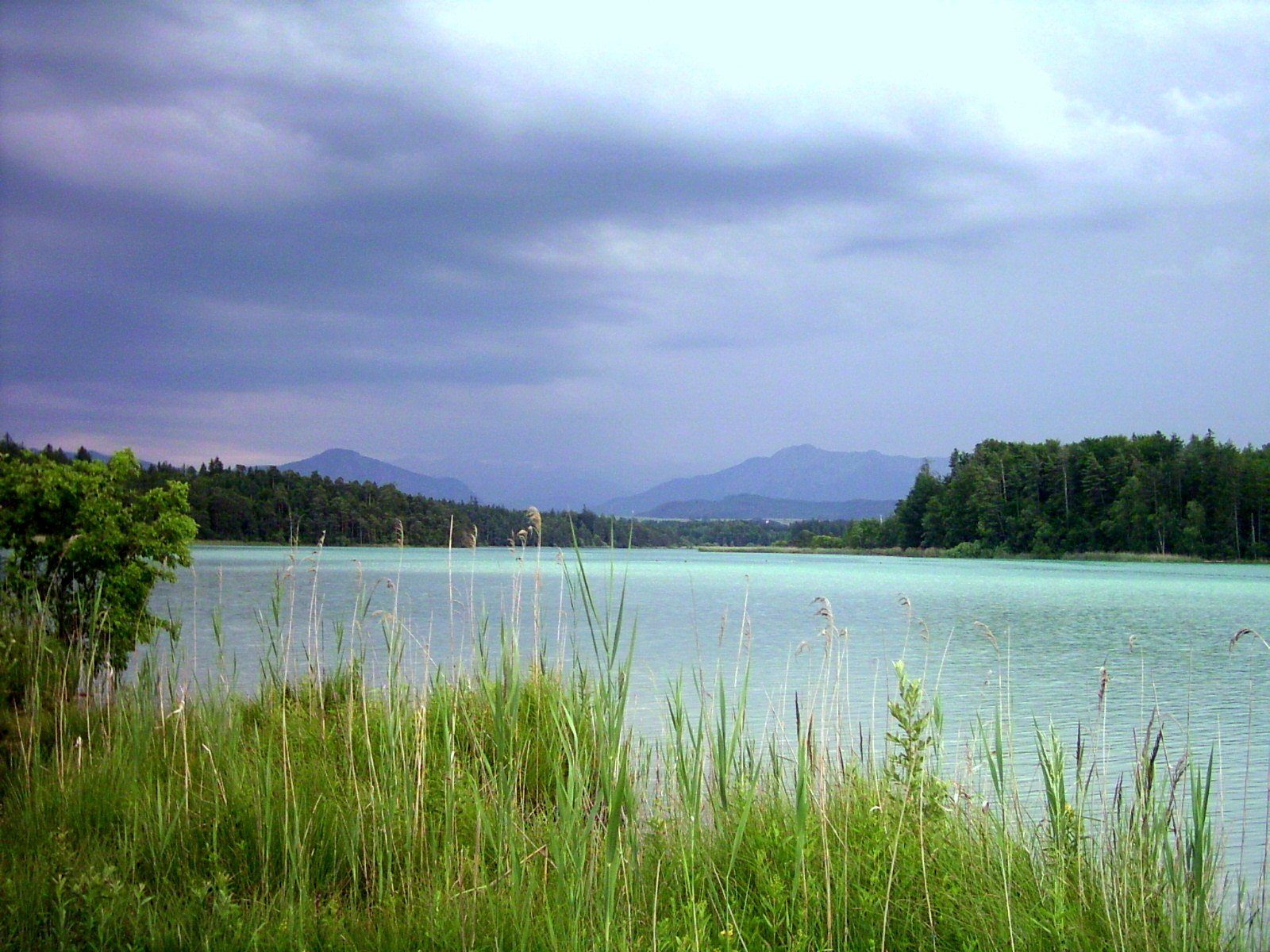
Marele Ostersee
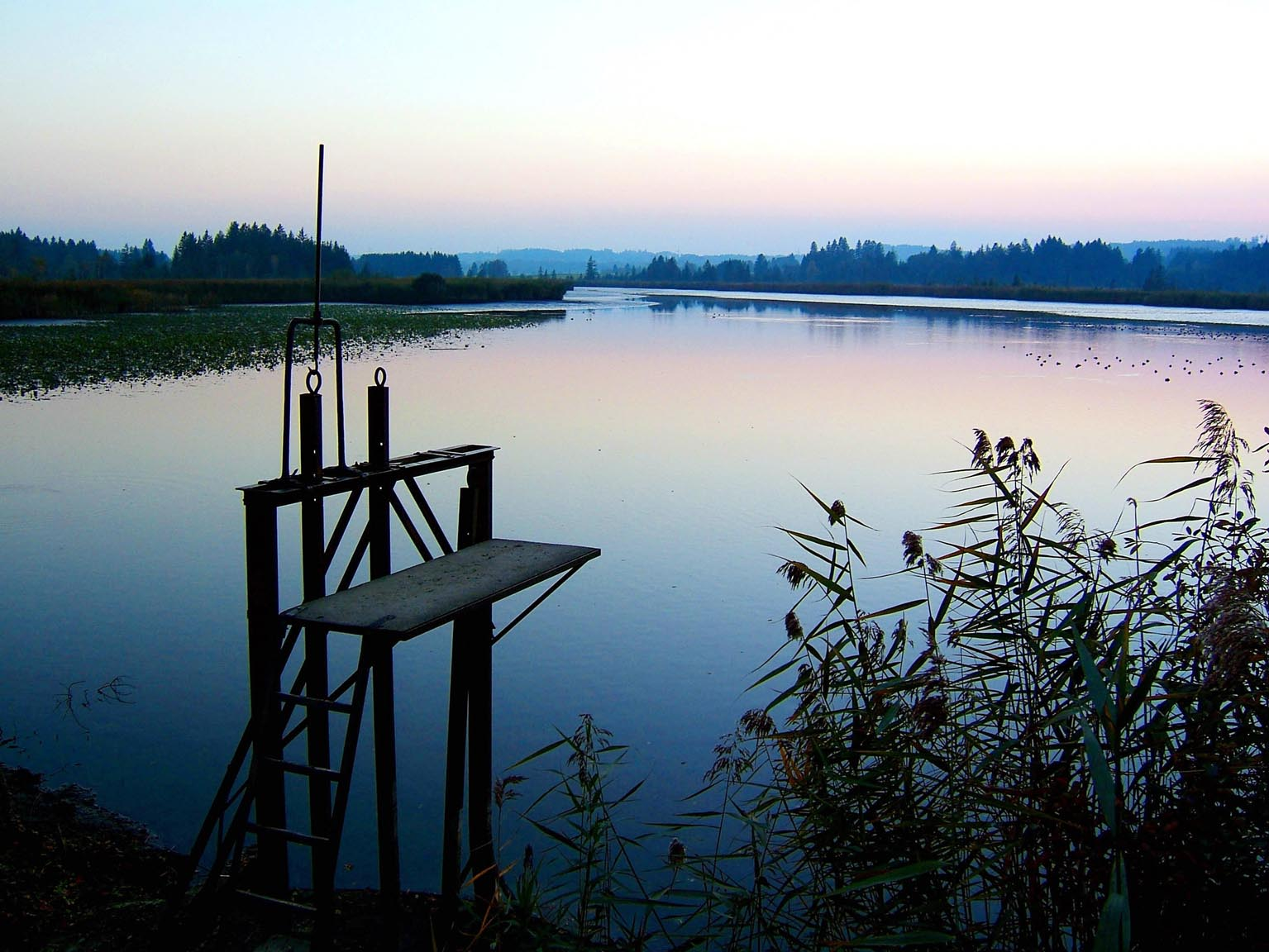
Maisinger See